# Вільянуева-де-Сан-Карлос
Вільянуева-де-Сан-Карлос (ісп. Villanueva de San Carlos) — муніципалітет в Іспанії, у складі автономної спільноти Кастилія-Ла-Манча, у провінції Сьюдад-Реаль. Населення — 373 особи (2010).
Муніципалітет розташований на відстані близько 200 км на південь від Мадрида, 40 км на південь від Сьюдад-Реаля.
На території муніципалітету розташовані такі населені пункти: (дані про населення за 2010 рік)
- Ла-Аламеда: 22 особи
- Бельвіс: 85 осіб
- Вільянуева-де-Сан-Карлос: 266 осіб

## Демографія
Динаміка населення (INE ):